# Ampullariidae
Ampullariidae – rodzina ziemno-wodnych ślimaków z rzędu Architaenioglossa, potocznie nazywanych ampulariami. Występują w wodach słodkich strefy tropikalnej i subtropikalnej. Są przystosowane do przebywania przez dłuższy czas na lądzie. W wielu krajach zostały introdukowane w celu wykorzystania jako źródło pokarmu. Zamiast tego stały się szkodnikami upraw ryżu i taro. W niektórych krajach introdukowano je w celu ograniczenia populacji ślimaków z rodziny zatoczkowatych (Planorbidae). Niektóre z nich to gatunki inwazyjne. Kilka jest przedmiotem handlu na potrzeby akwarystyki.
Ich muszle mają różne kształty: od turbospiralnych po niemal planispiralne. W układzie oddechowym zachowało się jedno ktenidium i powstało silnie unaczynione wnętrze jamy płaszczowej zwane „płucem”.
Biologia i ekologia wielu gatunków pozostaje słabo poznana. Głównym pokarmem większości z nich są makrofity. Gatunki z rodzaju Pomacea przyczyniają się do dużych strat w uprawach rolnych w wielu krajach Azji (Tajlandia, Wietnam, część Malezji i Indonezji, Chiny, Japonia), na Haiti, Hawajach i Filipinach.

## Systematyka
Dynamicznie zmieniająca się klasyfikacja biologiczna tej rodziny jest problematyczna z kilku powodów:
- niektóre gatunki wykazują dużą zmienność morfologiczną (wielu badaczy przyznaje, że prawidłowa identyfikacja niektórych gatunków jest wyjątkowo trudna; obecnie [2012] szybka identyfikacja jest możliwa praktycznie tylko w oparciu o kombinację cech morfologicznych ślimaka i morfologii kładek jajowych),
- wiele z dotychczasowych, zwłaszcza starszych opisów jest obarczonych poważnymi błędami, diagnoza taksonomiczna gatunku opierała się głównie na zewnętrznych cechach budowy muszli, które często są uzależnione od wpływu warunków środowiskowych, barier geograficznych oraz wieku ślimaków – współcześnie uważa się, że prawidłowe rozróżnienie gatunków w oparciu o kształt muszli nie jest możliwe,
- w kilku przypadkach brak pewności, czy opisywany jest odrębny gatunek, czy gatunki bliźniacze.

Typem nomenklatorycznym rodziny jest Pila (nazwa Ampullaria Lamarck, 1799 została uznana jej młodszym synonimem). Ampullariidae jest typem dla nadrodziny Ampullarioidea i taksonem siostrzanym żyworodkowatych (Viviparidae). Monofiletyzm Ampullariidae nie jest kwestionowany. Kompleksowe badania filogenetyczne w obrębie rodziny przeprowadzili Hayes i inni w 2009 roku.

### Podział systematyczny
W obrębie rodziny Ampullariidae wyróżnia się ponad 150 żyjących gatunków klasyfikowanych w dwóch podrodzinach i 9 rodzajach:
- Ampullariinae Gray, 1824
  - Afropomus Pilsbry & Bequaert, 1927 – z jednym gatunkiem występującym w zachodniej Afryce
  - Forbesopomus Bequaert & Clench, 1937 – z jednym gatunkiem występującym na Filipinach
  - Lanistes Montfort, 1810 – w Afryce
  - Pila Röding, 1798 – w Afryce, na Madagaskarze i w Azji (od Filipin po Indie i Cejlon)
  - Saulea Gray, 1868 – z jednym gatunkiem występującym w zachodniej Afryce
- Pomaceinae Starobogatov, 1983
  - Asolene d’Orbigny, 1838 – występują w Ameryce Południowej
  - Felipponea Dall, 1919 – w Ameryce Południowej
  - Marisa J.E. Gray, 1824 – w Ameryce Południowej
  - Pomacea Perry, 1810 – w Ameryce Północnej i Południowej, introdukowane w Azji

Opisano też niesklasyfikowane w żadnej z powyższych podrodzin rodzaje wymarłe, znane tylko ze szczątków kopalnych:
- Carnevalea Harzhauser & Neubauer, 2016 †
- Doriaca Willmann, 1981 †
- Euphepyrgula G.-X. Zhu, 1980 †
- Mesolanistes Yen, 1945 †
- Pseudoceratodes Wenz, 1928 †
- Sudanistes Harzhauser & Neubauer, 2017 †